# Associação Desportiva Tigre
A Associação Desportiva Tigre é uma equipe de futsal da cidade de Garanhuns, do estado de Pernambuco. Foi fundada em 15 de novembro de 1991. Possui cinco títulos pernambucano de futsal adulto (2009, 2010, 2011, 2012 e 2014), e campeão da Liga Nordeste de Futsal (2013), realizado na cidade de Moita Bonita (SE). Manda seus jogos no Ginásio Ruy do Rego Pires (SESC Garanhuns), com capacidade para 5 mil espectadores.

## Títulos

### Regionais
- Liga Nordeste de Futsal: 2013
- Campeão Adulto do Nordeste: 2009.

### Estaduais
- Campeonato Pernambucano Adulto: 2009, 2010 , 2011 , 2012 e 2014
- Copa Maurício de Nassau de Futsal: 2012
- Recife Open de Futsal: 2010, 2012